# Lijst van grietmannen van Wymbritseradeel
Dit is een lijst van grietmannen van de voormalige Nederlandse grietenij Wymbritseradeel in de provincie Friesland tot de invoering van de gemeentewet in 1851.
De oudste vermelding van een grietman in Wymbritseradeel is die van Jarich Epazoon in 1374. Wymbritseradeel had jarenlang een binnendijkster en een buitendijkster grietman, later verdween dit onderscheid. Hoewel grietmannen werden verkozen, werd het in Wymbritseradeel met de komst van de familie Van Burmania in de praktijk een erfelijk ambt.
| Ambtsperiode | Naam grietman                                     | Bijzonderheden |
| ------------ | ------------------------------------------------- | --- |
| 1426         | Tiete Waltes Hettinga                             | |
| 1466         | Lioleff III van Hoyta Hoytama                     | grietman in Wimbritseradeel buitendijks |
| 1487         | Homme van Hettinga, Douwe van Hettinga            | Homme van Hettinga - grietman Wymbritseradeel buitendijks, Douwe van Hettinga - grietman van Wymbritseradeel binnendijks |
| 1491-1495    | Laes Harinxma                                     | Laes Harinxma te Heeg, in 1491 vermeld als grietman van Wymbritseradeel, sneuvelt in 1495 bij de belegering van een stins binnen Workum.                                                                                                 |
| 1510         | Douwe van Harinxma                                | In 1510 is Douwe van Harinxma waarnemend grietman van Wymbritseradeel |
| 1512-1522    | Kempo Jongema                                     | Kempo Jongema, in de jaren 1515-1522 Gelders grietman van Wymbritseradeel, blijkt in 1538 kinderloos overleden te zijn. |
| 1524-1536    | Haring Hartmantsz Haringsma                       | Haring Harinxma, [sinds 1524] grietman in Wymbritseradeel. |
| 1536         | Yvo Frittema                                      | Als grietman wordt Haring vanaf 1526 veelvuldig vervangen door voornoemde Yvo Frittema, olderman van Sneek, die in 1536 uitdrukkelijk grietman van Wymbritseradeel wordt genoemd.                                                        |
| 1538-1551    | Frans van Roorda                                  | In 1551 wordt Frans Roorda, sinds 1538 grietman van Wymbritseradeel, door het Hof van Friesland tevens aangesteld tot olderman van Sneek.                                                                                                |
| 1553-        | Seerp Aytta                                       | De vierde zoon was Seerp, [sinds 1553] grietman van Wymbritseradeel |
| 1566-        | Gerbren Folckert van Aytta                        | In 1566 is Sicke van Albada substituut van grietman Gerbren Aytta van Wymbritseradeel en in 1573 dijkgraaf van die grietenij. |
| 1570-1578    | Pieter Johannes Buygers                           | |
| 1578-1606    | Syds Baucks van Botnia                            | Baucks jongste zoon Sydts Botnya wordt in 1578 grietman van Wymbritseradeel, als opvolger van de afgezette Pieter Buygers. In 1578 als grietman van Wymbritseradeel benoemd, na vijfjaar ballingschap. Sydts Botnia woonde te Nieuwland. |
| 1607-1615    | Douwe van Botnia                                  | |
| 1615-        | Doecke (Doco) van Botnia                          | Hij is sinds 1615 grietman van Wymbritseradeel. Ook is hij dijkgraaf van Wymbritseradeels |
| 1626 - 1647  | Sjuck van Burmania                                | |
| 1647 - 1671  | Duco Martena van Burmania                         | |
| 1671 - 1716  | Sjuck Gerrold Juckema van Burmania                | |
| 1716 - 1747  | Duco Gerrold Martena van Burmania                 | |
| 1747 - 1773  | Sjuck Gerrolt Juckema van Burmania Rengers        | |
| 1773 - 1795  | Egbert Sjuck Gerrold Juckema van Burmania Rengers | zoon van zijn voorganger |
| 1795 - 1816  |                                                   | Geen grietman vanwege de Franse tijd |
| 1816 - 1823  | Bernard Walraad van Welderen baron Rengers        | zoon van E.S.G.J. van Burmania Rengers; in 1822 werd hij erkend als baron |
| 1823 - 1851  | mr. Sjuck van Welderen baron Rengers              | zoon van zijn voorganger; aansluitend de eerste burgemeester van Wymbritseradeel |